# کهن‌خویش سینه‌سفید
کهن‌خویش سینه‌سفید (نام علمی: Pseudalethe fuelleborni) نام یک گونه از سرده کهن‌خویش‌نماها است.